# Голиков, Василий Васильевич (художник)
Василий Васильевич Го́ликов (5 января 1921, Фанинский Стеклозавод, Смоленская губерния — 29 июля 2003, Москва) — советский художник кино. Заслуженный художник РСФСР (1976). Лауреат Государственной премии РСФСР имени братьев Васильевых (1975).

## Биография
Учился в Московском театральном художественно-техническом училище, затем в 1943—1949 годы во ВГИКе у Ф. С. Богородского и П. И. Котова.
Работал на киностудии Мосфильм художником-постановщиком, в том числе с режиссёрами Г. В. Александровым, М. И. Роммом, И. А. Пырьевым.
Любил свою кропотливую, трудоёмкую работу. Каждый фильм дарил поездки, путешествия, новые впечатления и знакомства. Художник объездил всю страну и везде рисовал. Особенно В. Голикову дороги архитектурные пейзажи старинных русских городов: Псков, Сергиев Посад, Ростов Великий, Переславль-Залесский.
Имел две персональные выставки. (В 1976 и 1989 годах)
Член Союза художников СССР и Союза кинематографистов СССР.
Похоронен на Хованском кладбище.

## Награды и премии
- Заслуженный художник РСФСР (31 декабря 1976 года) — за заслуги в области советского киноискусства[2]
- Государственная премия РСФСР имени братьев Васильевых (1975) за фильм «Горячий снег» (1972)

## Фильмография
- 1953 — «Застава в горах»
- 1954 — «Верные друзья»
- 1954 — «Родимые пятна» (новелла «Ревизоры поневоле»)
- 1957 — «Урок истории»
- 1957 — «Поединок»
- 1960 — «Русский сувенир»
- 1961 — «Укрощение строптивой»
- 1962 — «Кубинская новелла» (короткометражный)
- 1962 — «Яблоко раздора»
- 1964 — «Сокровища республики»
- 1965 — «Таёжный десант»
- 1966 — «Подарок» (короткометражный)
- 1967 — «Неуловимые мстители»
- 1967 — «Пока гром не грянет» (короткометражный)
- 1967 — «Стюардесса» (короткометражный)
- 1968 — «Новые приключения неуловимых»
- 1970 — «Когда расходится туман»
- 1971 — «Нюркина жизнь»
- 1972 — «Горячий снег»
- 1973 — «Сто шагов в облаках» (короткометражный)
- 1974 — «Фронт без флангов»
- 1975 — «Когда дрожит земля»
- 1977 — «Фронт за линией фронта»
- 1978 — «История с метранпажем» (короткометражный)
- 1980 — «Российские звёзды» (короткометражный)
- 1980 — «Желаю успеха»
- 1981 — «Мужики!..»
- 1982 — «По законам военного времени»
- 1984 — «Кто сильнее его»
- 1984 — «Похищение»
- 1986 — «Я сделал всё, что мог»